# Paulinet
Paulinet település Franciaországban, Tarn megyében. Lakosainak száma 506 fő (2022. január 1.). Paulinet Alban, Curvalle, Le Fraysse, Le Masnau-Massuguiès, Massals, Rayssac, Teillet és Villefranche-d’Albigeois községekkel határos.

## Népesség
A település népességének változása:
| Lakosok száma | 526  | 536  | 551  | 547  | 551  | 559  | 541  | 524  | 506  |
|               | 2013 | 2015 | 2016 | 2017 | 2018 | 2019 | 2020 | 2021 | 2022 |